# Cerapteroceroides ericeri
Cerapteroceroides ericeri är en stekelart som beskrevs av Jiang 1984. Cerapteroceroides ericeri ingår i släktet Cerapteroceroides och familjen sköldlussteklar. Inga underarter finns listade i Catalogue of Life.